# Juan Antonio San Epifanio Ruiz
Juan Antonio San Epifanio Ruiz (Saragossa, Aragó, 12 de juny de 1959) és un jugador de bàsquet espanyol considerat el millor jugador d'Europa de la dècada dels 80. Popularment conegut com a Epi, va desenvolupar tota la seva carrera esportiva professional al FC Barcelona, on va jugar durant dinou anys. Feia 1,98 metres d'alçada i actuava en la posició d'aler, destacant pel seu gran tir exterior. Durant tota la seva carrera va jugar amb el número 15 a la samarreta. Als Jocs Olímpics de Barcelona va ser el darrer rellevista de la torxa olímpica.

## Els seus inicis
Va iniciar la seva relació amb el bàsquet en la seva ciutat natal, Saragossa.
Va estar a punt d'abandonar la pràctica del bàsquet en edat juvenil, quan, militant en les files dels equips inferiors del CN Helios, el seu entrenador el va deixar fora de l'equip perquè no va veure en ell qualitats per a arribar a ser un bon jugador. Aquesta circumstància, lluny d'acabar amb la seva il·lusió, la va multiplicar.
El 1974 es va produir un fet que marcaria la seva vida: el FC Barcelona va contractar, procedent del Kas, al seu germà major Herminio San Epifanio, conegut com a Epi I. Abans d'acceptar l'oferta del club català, Herminio va posar com condició que el Barcelona també fitxés al seu germà menor Juan Antonio, que llavors tenia 15 anys. "Era maldestre i lent", va dir el mateix Juan Antonio al recordar aquella època.
El Barcelona va fitxar als dos germans i, mentre el major jugava en el primer equip, el menor va ser inicialment destinat a les files del Col·legi Alpe de Barcelona. En aquest equip va començar a progressar tècnica i físicament, i en edat juvenil, va conquerir el seu primer gran títol, el de campió del món escolar. Ràpidament va començar a destacar i va ser convocat per la selecció espanyola juvenil, amb la qual que va conquistar la medalla de bronze a l'Eurobasket de Santiago '76. Com júnior es va penjar la medalla de plata en l'Eurobasket de Rosseto '78. Abans de convertir-se en professional va ser internacional juvenil (8 partits), júnior (26), i sub-22 (13).

## El FC Barcelona, el seu club de tota la vida
Cinc anys després de la seva arribada al Barça, el 1978, Epi va donar el salt al primer equip. Va ser el tècnic iugoslau Ranko Zeravica qui va confiar en les seves qualitats.
Al FC Barcelona va coincidir amb una gran generació de jugadors, com Nacho Solozábal, Chicho Sibilio, De la Cruz i Audie Norris, amb els quals va aconseguir posar fi a la històrica hegemonia que el Reial Madrid havia ostentat en el bàsquet espanyol, arribant a fer del Barcelona un dels millors conjunts d'Europa dels anys 80.
Amb el Barcelona va arribar a aconseguir, després de 19 anys de professional, un impressionant palmarès amb 20 títols de primer nivell:
- 7 títols de Lliga ACB/Lligues Espanyoles: 1981, 1983, 1987, 1988, 1989, 1990[3] i 1994.
- 10 Copes del Rei: 1978, 1979, 1980, 1981, 1982, 1983, 1987, 1988, 1991[3] i 1994.
- 2 Recopa d'Europa de bàsquet: 1985 i 1986.[3]
- 1 Copa Korac: 1987.[3]
- 1 Mundial de Clubs de bàsquet: 1985.

Només li va faltar per aconseguir el títol de campió de la Copa d'Europa de bàsquet, malgrat que va disputar diverses Final Four, i en tres ocasions la final.
Després de l'èxit olímpic a Los Angeles'84 va signar amb el FC Barcelona un contracte que en aquella època va causar impacte: 100 milions de pessetes per set temporades. El 1990 va signar la renovació del seu contracte amb el FC Barcelona fins a la temporada 1992-93.

## Selecció espanyola
Al 1978, el mateix any que va pujar al primer equip del FC Barcelona, també va debutar amb la selecció espanyola absoluta, en el torneig classificatori per a l'Eurobasket disputat a Torí.
Va formar part de la selecció espanyola absoluta en 239 ocasions, convertint-se en el jugador de bàsquet que més vegades ha vestit la samarreta de la selecció. És, entre altres coses, el màxim anotador de la història de la selecció (3.358 punts) i el que durant més temps va ser internacional: 15 anys, tres mesos i 19 dies. En el seu historial internacional cap afegir també que és l'únic jugador que amb la selecció espanyola ha participat en quatre edicions dels Jocs Olímpics (Moscou '80, Los Angeles '84, Seül '88 i Barcelona '92), en els quals és a més el jugador espanyol que més partits ha disputat (30).
Amb la selecció també va collir èxits col·lectius, començant per la medalla de plata aconseguida en l'Eurobasket de Nantes '83 gràcies a la victòria de la selecció espanyola sobre l'URSS, en semifinals, amb una cistella seva en els darrers segons.
El 1984 va ser titular de la selecció espanyola que va conquistar la històrica medalla de plata als Jocs Olímpics d'Estiu de 1984 realitzats a Los Angeles l'any 1984.
El 1991 va formar part de la selecció que va aconseguir la medalla de bronze en l'Eurobasket de Roma.
Encara que, en principi, es va acomiadar de la selecció espanyola als Jocs Olímpics de Barcelona 1992, un any després va tornar a ser convocat pel nou seleccionador, Lolo Sainz, sent el capità de l'equip espanyol en l'Eurobasket '93. La seva convocatòria va ser tan inesperada que el mateix jugador es va mostrar sorprès però dies després va assegurar estar disponible sempre que es requerissin els seus serveis. A l'Eurobasket '93 es va adaptar a la perfecció al paper de sisè home de l'equip.
Després de la disputa d'aquest campionat, en el qual la selecció espanyola va finalitzar en cinquena posició, va comptabilitzar un total de 221 partits internacionals disputats, quedant-se a només un del rècord que ostentava l'històric Francesc Buscató, que va igualar i va batre mesos després, convocat de nou per Sainz per als tres primers partits del torneig de classificació per a l'Eurobasket de 1995. El seu partit número 222 el va jugar el 10 d'octubre a Màlaga davant la República Txeca. Un any més tard, Epi va tornar a ser inclòs en la selecció que va acudir al Mundobasket de Toronto '94, amb el qual va augmentar la seva xifra rècord fins a aconseguir els 239 partits internacionals.
Com a jugador internacional va ser a més convocat en quatre partits per a formar part de la selecció Europea.

## La seva retirada
Es va retirar definitivament al final de la temporada 1994-95. El seu últim partit oficial va ser el cinquè enfrontament entre FC Barcelona i Unicaja en la sèrie final dels playoff al títol de la Lliga ACB, disputat el 25 de maig de 1995: va guanyar el Barça (73-64), amb el qual es va adjudicar el títol de campió. Epi va jugar només els últims 26 segons, però van ser suficients per a anotar els dos últims punts del partit: dos tirs lliures amb el públic del Palau Blaugrana posat en peu. En finalitzar el partit, Epi va ser passejat a espatlles dels seus companys i des del centre de la pista va confirmar, micròfon en mà, que aquell havia estat el seu últim partit com a jugador professional. Fins i tot l'entrenador de l'Unicaja, Javier Imbroda, es va sobreposar a la derrota del seu equip per a elogiar la figura d'Epi: "Hem de donar-li les gràcies per tot el que ha fet pel bàsquet", va dir. Dies després, la Generalitat de Catalunya li va imposar la Medalla al Mèrit Esportiu.
Una vegada confirmada la seva retirada com a jugador, el FC Barcelona li va oferir un càrrec en l'organigrama de la secció de bàsquet, però ho va rebutjar.
El 26 de desembre de 1995 va rebre un multitudinari homenatge al Palau Blaugrana. El Barça es va enfrontar a la Selecció Europea de bàsquet i entre els diversos actes duts a terme en els prolegòmens del partit, el club blaugrana va procedir a la retirada oficial de la seva samarreta amb el dorsal nombre 15. Així mateix, el president del COI, Juan Antonio Samaranch, li va imposar l'Orde del Mèrit Olímpic. Epi va jugar els primers cinc minuts i va fallar els dos únics tirs que va intentar. Abans de fer-ho, al dirigir-se per megafonia als 8.000 afeccionats que omplien de gom a gom el Palau, va dir: "Duc set mesos sense jugar, perdoneu-me si faig el ridícul".
En el marc del Partit de les Estrelles de 1995, celebrat a Girona, va rebre un apoteòsic homenatge per part de l'ACB, que fins i tot va donar a conèixer la compra dels drets d'una estrella que va ser batejada amb el nom d'Epi. Una setmana després, l'ACB oficialitzà la incorporació d'Epi al seu staff directiu per a assumir tasques de relacions públiques i assessoria del president, Eduard Portela. "Volem que el basket sigui cada dia millor per a tots", va assegurar en la seva presentació.
Una vegada retirat de la pràctica esportiva, va seguir lligat al bàsquet com comentarista televisiu a Canal + i la Sexta.

## Distincions individuals
- Orde del Mèrit Olímpic (1995) del COI
- Medalla al Mèrit esportiu de la Generalitat de Catalunya (1995)
- Medalla al Mèrit esportiu de l’Ajuntament de Barcelona (1996)[1]
- Millor Jugador de la Dècada dels 80, concedit pel prestigiós diari esportiu francès L'Equipe.[1]
- Mr. Europa el 1984
- Millor Jugador d'Europa el 1985, segons la revista italiana especialitzada Giganti di Basket.
- Des de la temporada 1983-84 manté la segona millor marca d'anotació individual en la història de la Lliga espanyola, amb 54 punts anotats davant el Joventut de Badalona, en partit guanyat pel FC Barcelona (112-109) després d'una pròrroga.
- és, juntament amb Ferran Martínez i Garriga, el jugador que més partits finals de la Lliga ACB ha disputat (29)
- qui més punts ha aconseguit en aquests playoffs finals (507),
- qui ha anotat més triples (46)
- qui ha estat en pista més minuts (933).
- Va ser l'últim rellevista dels que van portar la torxa olímpica per als Jocs Olímpics de Barcelona de 1992.